# Parcé-sur-Sarthe
Parcé-sur-Sarthe és un municipi francès situat al departament del Sarthe i a la regió de País del Loira. L'any 2007 tenia 2.023 habitants.

## Demografia

### Població
El 2007 la població de fet de Parcé-sur-Sarthe era de 2.023 persones. Hi havia 748 famílies de les quals 164 eren unipersonals (64 homes vivint sols i 100 dones vivint soles), 264 parelles sense fills, 296 parelles amb fills i 24 famílies monoparentals amb fills.
La població ha evolucionat segons el següent gràfic:
Habitants censats

### Habitatges
El 2007 hi havia 901 habitatges, 757 eren l'habitatge principal de la família, 63 eren segones residències i 81 estaven desocupats. 868 eren cases i 28 eren apartaments. Dels 757 habitatges principals, 577 estaven ocupats pels seus propietaris, 169 estaven llogats i ocupats pels llogaters i 11 estaven cedits a títol gratuït; 1 tenia una cambra, 41 en tenien dues, 139 en tenien tres, 167 en tenien quatre i 409 en tenien cinc o més. 517 habitatges disposaven pel capbaix d'una plaça de pàrquing. A 291 habitatges hi havia un automòbil i a 400 n'hi havia dos o més.

### Piràmide de població
La piràmide de població per edats i sexe el 2009 era:
| Homes | Edats   | Dones |
| ----- | ------- | ----- |
| 0     | 95 o +  | 0     |
| 20    | 90 a 94 | 16    |
| 20    | 85 a 89 | 28    |
| 16    | 80 a 84 | 20    |
| 48    | 75 a 79 | 64    |
| 28    | 70 a 74 | 44    |
| 36    | 65 a 69 | 44    |
| 44    | 60 a 64 | 52    |
| 32    | 55 a 59 | 28    |
| 56    | 50 a 54 | 44    |
| 48    | 45 a 49 | 68    |
| 56    | 40 a 44 | 60    |
| 64    | 35 a 39 | 48    |
| 92    | 30 a 34 | 96    |
| 60    | 25 a 29 | 48    |
| 40    | 20 a 24 | 20    |
| 48    | 15 a 19 | 56    |
| 64    | 10 a 14 | 56    |
| 60    | 5 a 9   | 56    |
| 68    | 0 a 4   | 68    |

## Economia
El 2007 la població en edat de treballar era de 1.192 persones, 924 eren actives i 268 eren inactives. De les 924 persones actives 880 estaven ocupades (457 homes i 423 dones) i 44 estaven aturades (16 homes i 28 dones). De les 268 persones inactives 100 estaven jubilades, 100 estaven estudiant i 68 estaven classificades com a «altres inactius».

### Ingressos
El 2009 a Parcé-sur-Sarthe hi havia 796 unitats fiscals que integraven 2.073 persones, la mediana anual d'ingressos fiscals per persona era de 17.613 €.

### Activitats econòmiques
Dels 65 establiments que hi havia el 2007, 2 eren d'empreses extractives, 2 d'empreses alimentàries, 5 d'empreses de fabricació d'altres productes industrials, 10 d'empreses de construcció, 13 d'empreses de comerç i reparació d'automòbils, 4 d'empreses de transport, 5 d'empreses d'hostatgeria i restauració, 1 d'una empresa d'informació i comunicació, 3 d'empreses immobiliàries, 9 d'empreses de serveis, 5 d'entitats de l'administració pública i 6 d'empreses classificades com a «altres activitats de serveis».
Dels 17 establiments de servei als particulars que hi havia el 2009, 1 era una oficina de correu, 2 tallers de reparació d'automòbils i de material agrícola, 1 paleta, 1 guixaire pintor, 2 fusteries, 1 lampisteria, 1 electricista, 2 empreses de construcció, 3 perruqueries, 2 restaurants i 1 agència immobiliària.
Dels 4 establiments comercials que hi havia el 2009, 1 era una botiga de més de 120 m², 2 fleques i 1 una carnisseria.
L'any 2000 a Parcé-sur-Sarthe hi havia 36 explotacions agrícoles que ocupaven un total de 2.142 hectàrees.

## Equipaments sanitaris i escolars
El 2009 hi havia 1 farmàcia i 1 ambulància.
El 2009 hi havia 2 escoles elementals.

## Poblacions més properes
El següent diagrama mostra les poblacions més properes.